# Satan eurystomus
Satan eurystomus és una espècie de peix de la família dels ictalúrids i de l'ordre dels siluriformes. És un peix d'aigua dolça present a Amèrica del Nord: 5 pous artesians prop de San Antonio (Texas), Estats Units.
Es troba amenaçat d'extinció a causa de la contaminació de les aigües subterrànies.
Els mascles poden assolir 13,7 cm de longitud total.